# Campionati del mondo di atletica leggera 2007 - Lancio del disco maschile
La competizione si è svolta tra il 26 agosto 2007, con le qualificazioni, ed il 28 agosto con la finale.

## Podio
| Pos.    | Atleta         | Nazionalità | Misura  |
| ------- | -------------- | ----------- | ------- |
| Oro     | Gerd Kanter    | Estonia     | 68,94 m |
| Argento | Robert Harting | Germania    | 66,68 m |
| Bronzo  | Rutger Smith   | Paesi Bassi | 66,42 m |

## Situazione pre-gara

### Record
Prima di questa competizione, il record del mondo (WR) e il record dei campionati (CR) erano i seguenti.
| Record                | Prestazione | Atleta                     | Data                                   | Competizione              |
| --------------------- | ----------- | -------------------------- | -------------------------------------- | ------------------------- |
| Record mondiale       | 74,08 m     | Jürgen Schult Germania Est | 6 giugno 1986 Neubrandenburg, Germania |                           |
| Record dei campionati | 70,17 m     | Virgilijus Alekna Lituania | 7 agosto 2005 Helsinki, Finlandia      | Campionati del mondo 2005 |

### Campioni in carica
I campioni in carica, a livello mondiale e continentale, erano:
| Campionessa | Atleta                     | Prestazione | Data                              | Competizione                  |
| ----------- | -------------------------- | ----------- | --------------------------------- | ----------------------------- |
| Olimpico    | Virgilijus Alekna Lituania | 69,89 m     | 23 agosto 2004 Atene, Grecia      | Giochi della XXVIII Olimpiade |
| Mondiale    | Virgilijus Alekna Lituania | 70,17 m     | 7 agosto 2005 Helsinki, Finlandia | Campionati del mondo 2005     |
| Europeo     | Virgilijus Alekna Lituania | 68,67 m     | 9 agosto 2006 Göteborg, Svezia    | Campionati europei 2006       |

### La stagione
Prima di questa gara, gli atleti con le migliori tre prestazioni dell'anno erano:
| Pos. | Atleta                     | Prestazione | Data                                         |
| ---- | -------------------------- | ----------- | -------------------------------------------- |
| 1    | Gerd Kanter Estonia        | 72,02 m     | 3 maggio 2007 Salinas, Stati Uniti d'America |
| 2    | Virgilijus Alekna Lituania | 71,56 m     | 25 luglio 2007 Kaunas, Lituania              |
| 3    | Jarred Rome Stati Uniti    | 68,37 m     | 16 aprile 2007 Maui, Stati Uniti d'America   |

A breve distanza seguiva Mario Pestano, discobolo spagnolo, con la misura di 68,26 m.

## Qualificazioni
La qualificazione si è svolta a partire dalle 09:30 UTC+2 del 26 agosto 2007.
Si qualificano per la finale i concorrenti che ottengono una misura di almeno 64,50 m; in mancanza di 12 qualificati, accedono alla finale i primi 12 atleti della qualificazione.

## Finale
La finale si è svolta a partire dalle 20:10 UTC+2 del 28 agosto 2007 ed è terminata dopo un'ora circa.
| Pos.    | Atleta                 | Nazionalità | 1ª prova | 2ª prova | 3ª prova | 4ª prova | 5ª prova | 6ª prova | Misura  | Note |
| ------- | ---------------------- | ----------- | -------- | -------- | -------- | -------- | -------- | -------- | ------- | ---- |
| Oro     | Gerd Kanter            | Estonia     | 64,89 m  | 65,37 m  | 68,94 m  | x        | 65,22 m  | 68,84 m  | 68,94 m |      |
| Argento | Robert Harting         | Germania    | 64,62 m  | 65,59 m  | 65,59 m  | x        | 66,68 m  | 62,00 m  | 66,68 m |      |
| Bronzo  | Rutger Smith           | Paesi Bassi | 64,32 m  | 65,98 m  | 66,42 m  | 65,08 m  | x        | 65,69 m  | 66,42 m |      |
| 4       | Virgilijus Alekna      | Lituania    | 63,68 m  | x        | 65,24 m  | 64,86 m  | x        | 63,75 m  | 65,24 m |      |
| 5       | Gábor Máté             | Ungheria    | 64,26 m  | 62,82 m  | 64,71 m  | 63,09 m  | x        | x        | 64,71 m |      |
| 6       | Omar Ahmed El Ghazaly  | Egitto      | x        | 62,34 m  | 64,58 m  | 63,45 m  | 64,11 m  | 63,08 m  | 64,58 m |      |
| 7       | Ehsan Hadadi           | Iran        | 63,29 m  | 64,10 m  | x        | 64,21 m  | 64,53 m  | x        | 64,53 m |      |
| 8       | Aleksander Tammert     | Estonia     | 62,16 m  | 63,91 m  | 63,44 m  | 64,29 m  | 62,79 m  | 64,33 m  | 64,33 m |      |
| 9       | Zoltán Kővágó          | Ungheria    | 58,33 m  | 63,04 m  | 55,86 m  |          |          |          | 63,04 m |      |
| 10      | Mario Pestano          | Spagna      | 62,70 m  | 62,36 m  | 62,12 m  |          |          |          | 62,70 m |      |
| 11      | Rashid Shafi Al-Dosari | Qatar       | x        | 59,74 m  | 62,60 m  |          |          |          | 62,60 m |      |
| 12      | Piotr Małachowski      | Polonia     | 60,77 m  | x        | x        |          |          |          | 60,77 m |      |